# Narancssárga gümőgomba
A narancssárga gümőgomba (Dacrymyces chrysospermus) a gümőgombafélék családjába tartozó, Eurázsiában és Észak-Amerikában honos, elhalt fenyőtörzseken élő, nem ehető gombafaj. 

## Megjelenése
A narancssárga gümőgomba termőteste kezdetben kerek vagy párnaszerű, de hamar szabálytalanul karéjossá, mélyen ráncolttá, agyvelőszerűen tekervényessé válik. Kifejletten kb. 5 cm széles és 2 cm magas, a szomszédos termőtestek összeolvadhatnak. Az aljzathoz kapcsolódó helyen hirtelen vékonyodik és fehéressé fakul. Felszíne sima (nagyítóval nézve érdes), ragadós. Színe élénk sárgás-narancssárgás. Megszáradva vöröses-narancs vagy vörösbarna színű, szaruszerű, kemény réteget képez. 
Húsa kocsonyás, idősen némileg folyósodik; színe sárgás-narancsos. Szaga és íze nem jellegzetes.
Spórapora halványsárga. Spórája megnyúlt vagy kissé hajlott, sima, vékony falú, harántfalakkal részekre osztott, mérete 18-23 x 6,5-8 µm.

### Hasonló fajok
A lombos fákon élő aranyos rezgőgomba hasonlít rá leginkább. 

## Elterjedése és termőhelye
Eurázsiában és Észak-Amerikában honos. Magyarországon ritka.
Fenyők elhalt, korhadó törzsén él, többnyire ott ahol a kéreg már hiányzik vagy a kéreg repedésein bújik ki. Júliustól novemberig terem. 

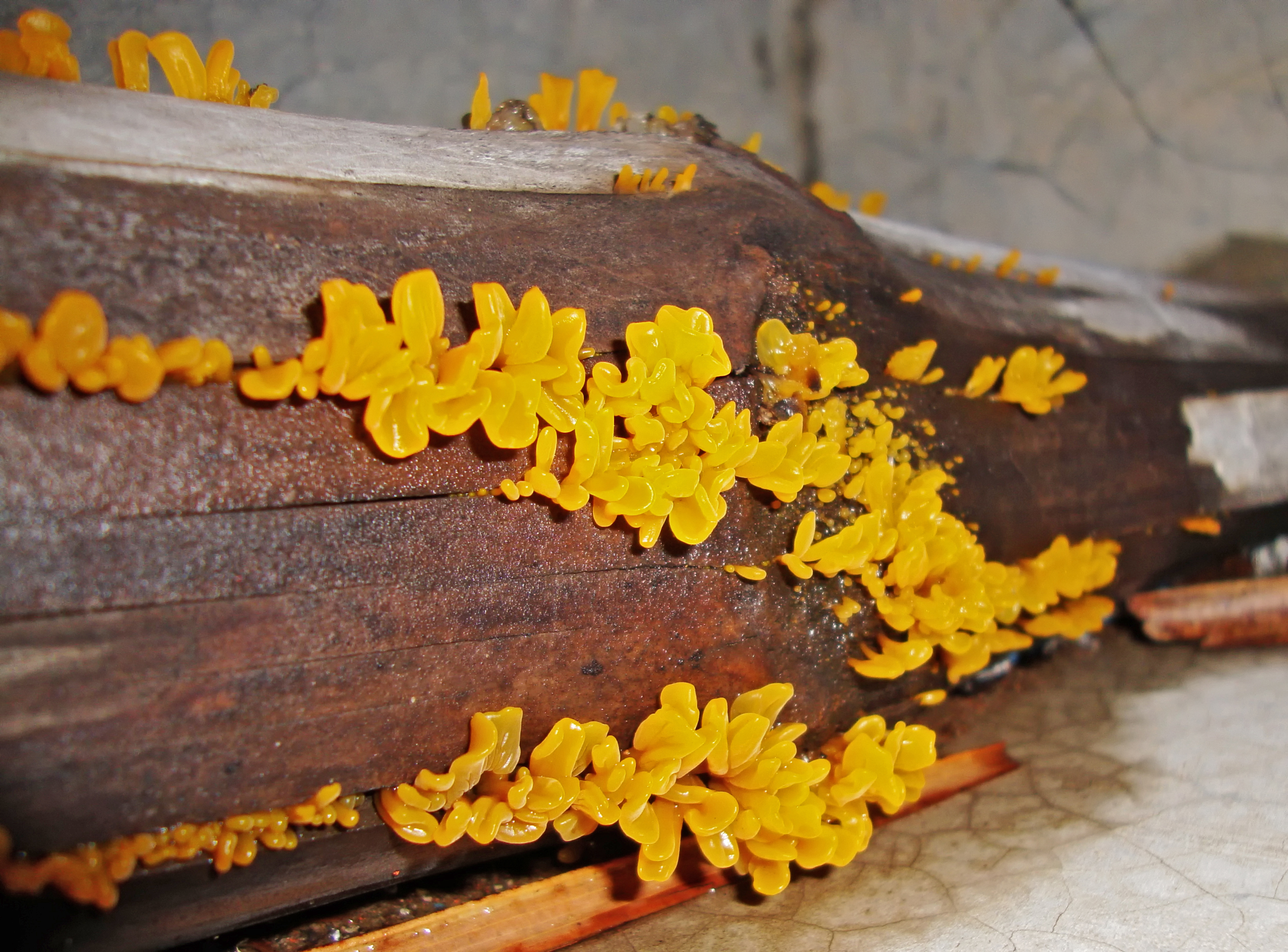
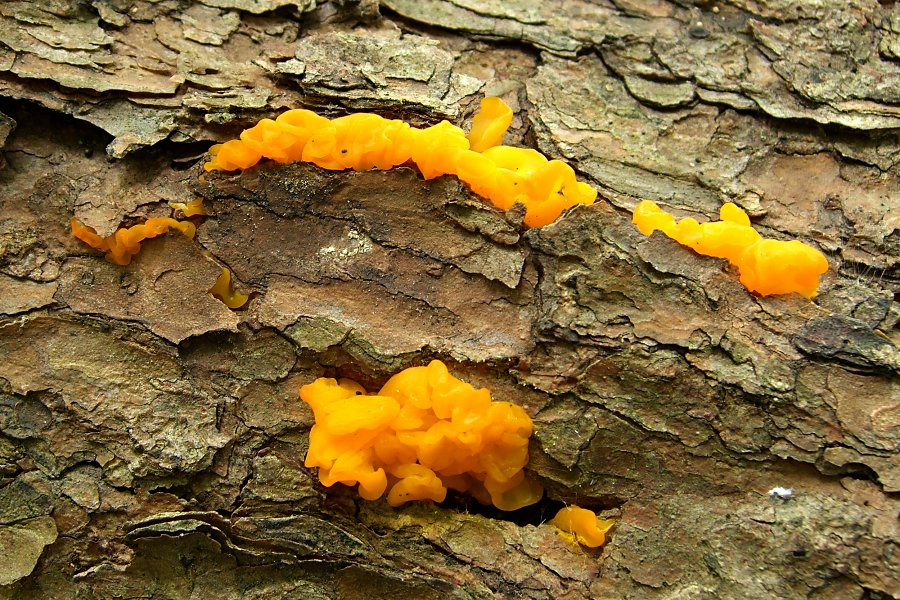
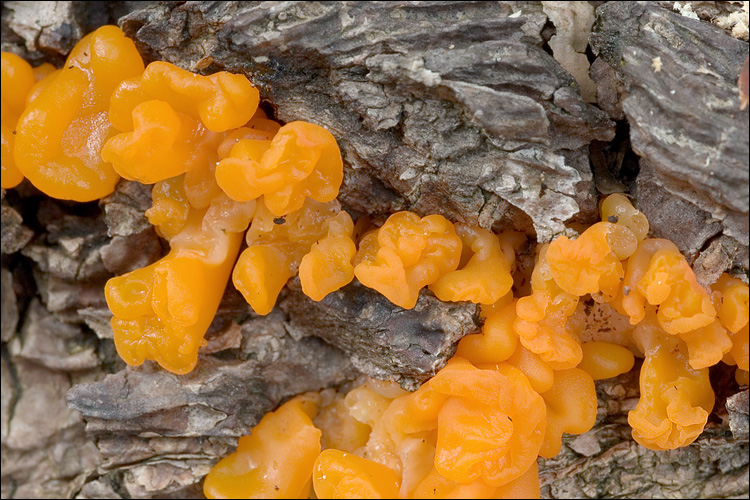
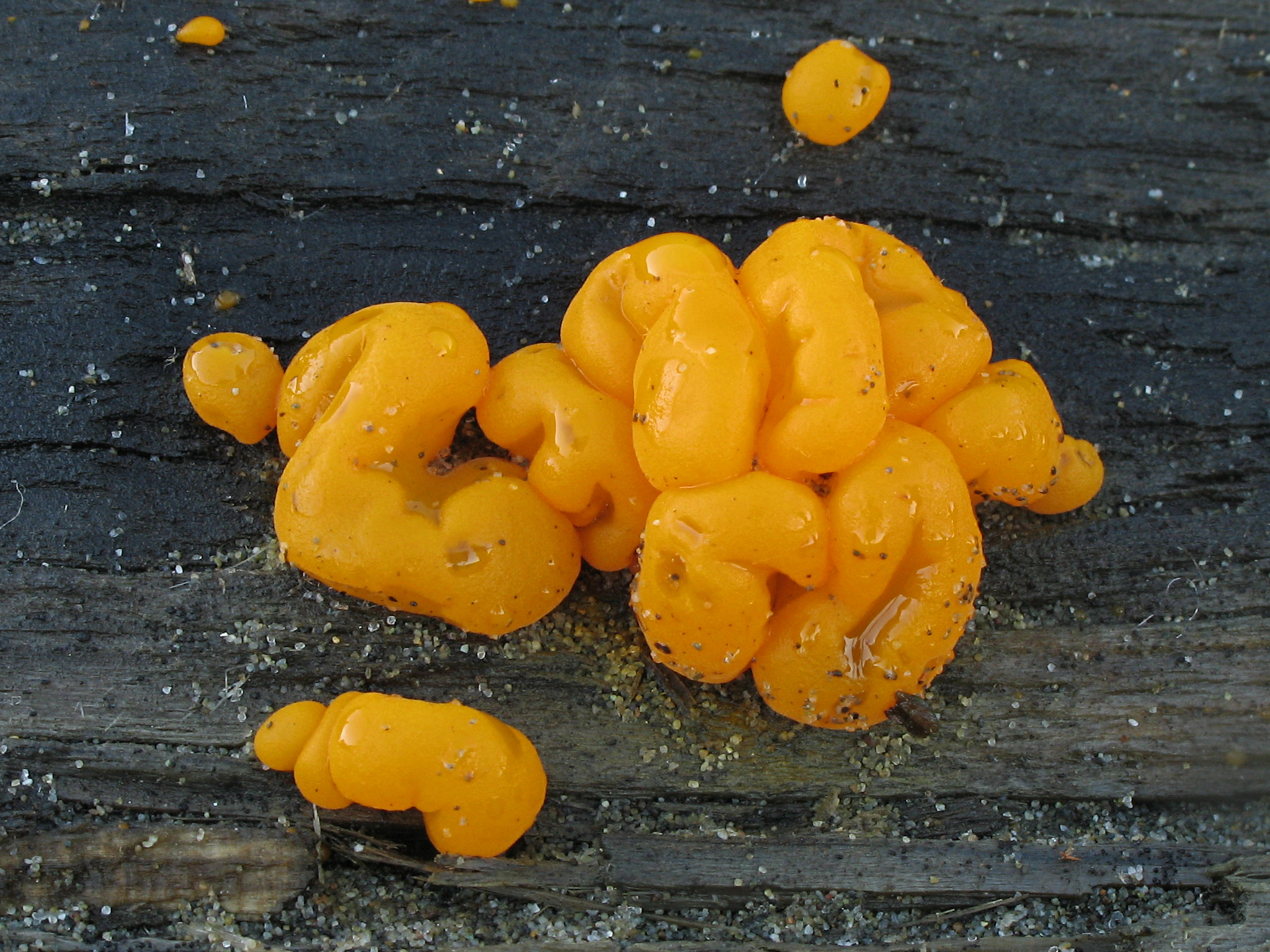
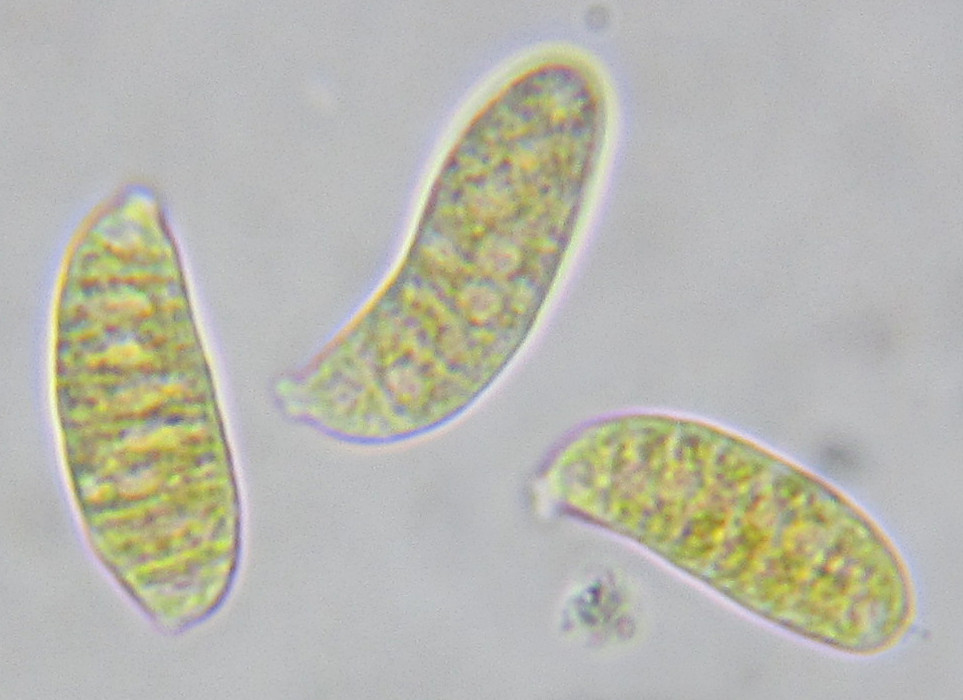

Nem ehető.    